# 棘頭鬚杜父魚
棘頭鬚杜父魚，為輻鰭魚綱鮋形目杜父魚亞目隱棘杜父魚科的其中一種，為溫帶海水魚，分布於北太平洋區，從日本本州至美國華盛頓州海域，棲息深度15-850公尺，體長可達45公分，棲息在軟底質底層水域，生活習性不明，可做為遊釣魚。